# ککای سنسن
ککای سنسن (به ژاپنی: 血界戦線 ,Kekkai Sensen) یک مجموعه مانگا ژاپنی که توسط یاسوهیرو نایتو نوشته شده‌است. این سری برای اولین بار به عنوان یک فصل منفرد در ۳ مه ۲۰۰۸ منتشر شد و سپس به صورت سریالی از ژانویه ۲۰۰۹ توسط انتشارات شوئیشا در مجله جامپ اس‌کیو۱۹ شروع به چاپ شد. یک مجموعه تلویزیونی انیمه توسط استودیوی بونز و بر اساس نسخه مانگا تهیه شده‌است که از آوریل تا اکتبر ۲۰۱۵ پخش شد. فصل دوم مجموعه انیمه نیز از اکتبر تا دسامبر ۲۰۱۷ پخش شد.